# The Stranger (album)
The Stranger – piąty studyjny album Billy'ego Joela, wydany w 1977 roku. Album ten osiągnął największy sukces w całej karierze artysty. Jest też (od 1985 roku) najlepiej sprzedającą się płytą wytwórni Columbia Records. Na fali popularności tego albumu, Joel odbył swoją największą trasę koncertową, składającą się z 54 koncertów w Stanach Zjednoczonych  i w Europie, jesienią 1977 roku.

## Lista utworów
| 1.. | Movin' Out (Anthony's Song)       | 3.30  |
|     |                                   |       |
| 2.. | The Stranger                      | 5.10  |
|     |                                   |       |
| 3.. | Just The Way You Are              | 4.50  |
|     |                                   |       |
| 4.. | Scenes From An Italian Restaurant | 7.37  |
|     |                                   |       |
| 5.. | Vienna                            | 3.34  |
|     |                                   |       |
| 6.. | Only The Good Die Young           | 3.55  |
|     |                                   |       |
| 7.. | She's Always A Woman              | 3.21  |
|     |                                   |       |
| 8.. | Get It Right The First Time       | 3.57  |
|     |                                   |       |
| 9.. | Everybody Has A Dream             | 9.08  |
|     |                                   |       |
|     |                                   | 45:02 |
|     |                                   |       |
Wszystkie piosenki, które znalazły się na płycie, zostały napisane przez Billy'ego Joela.

## Twórcy
- Billy Joel – pianino, keyboard, syntezator, śpiew
- Doug Stegmeyer – bas
- Liberty Devitto – perkusja
- Richie Cannata – tenorowy i sopranowy saksofon, klarnet, flet
- Mr. Steve Khan – sześcio- i dwunastostrunowa gitara elektryczna, gitara akustyczna
- Hiram Bullock – gitara elektryczna
- Ralph MacDonald – perkusja
- Hugh McCracken – gitara akustyczna
- Steve Burgh – gitara akustyczna i elektryczna
- Phil Woods – saksofon altowy
- Dominic Cortese – akordeon
- Richard Tee – organy
- Phoebe Snow, Lani Groves, Gwen Guthrie, Patti Austin – chórki
- Patrick Williams – orkiestracja

## Produkcja
- Phil Ramone – producent
- Jim Boyer – inżynier
- A&R Recording Inc. – nagranie i mixing
- Ted Jensen – remastering
- Jim Houghton – fotograf

## Single
- Only the Good Die Young – wydany w 1977 roku
- She's Always a Woman – wydany w 1977 roku
- Just The Way You Are – wydany we wrześniu 1977 roku
- Movin' Out (Anthony's Song) – wydany 1 listopada 1977 roku
- The Stranger – wydany 21 maja 1978 roku (tylko w Japonii)

## Opis piosenek

### Movin' Out (Anthony's Song)
Rytmiczna piosenka, już na sam początek płyty. Powtarzający się rytm gitary w tle piosenki, przy pianinie Billy'ego i bardzo dobrze słyszalnym basie Douga. Pod sam koniec piosenki słuchać warczenie motocyklowego silnika. Piosenka opowiada o czasach młodzieżowego buntu Billy'ego.

### The Stranger
Początek tytułowej piosenki jest zwodniczy – spokojne pianino, na którym Billy gra, podgwizdując sobie w tym czasie, a w tle cicho gra perkusja. Dopiero po pewnym czasie i zatrzymaniu piosenki, wchodzi perkusja, która zapowiada że muzyka się zmieni. Już zaraz za perkusją wchodzi gitara Khana, a po chwili i głos Joela. Piosenka kończy się tak samo, jak rozpoczyna – tym samym pianinem, gwizdem i perkusją.

### Just The Way You Are
Spokojna ballada, rozpoczynająca się wstępem granym na keyboardzie. Głos Billy'ego spokojnie płynie sobie pośród dźwięków perkusji, gitary akustycznej i saksofonu. Joel śpiewa w tej piosence, o tym aby każdy człowiek był po prostu sobą, aby nie zmieniał się pod wpływem innych, ani mody.

### Scenes From An Italian Restaurant
Piosenkę rozpoczyna pianino, do którego po chwili dołącza się głos Joela, a po nim akordeon. Po pierwszej zwrotce następuje zmiana tempa piosenki i cały utwór przyśpiesza – pojawia się trąbka i puzon i kilka innych instrumentów orkiestrowych.

### Vienna
Ta piosenka również rozpoczyna się wstępem klawiszowym, po którym śpiew rozpoczyna Joel, z akompaniamentem perkusji. Gdzieś w tle spokojnie gra bas, który jest ledwo słyszalny. Pojawiają się też smyczki, które ustępują następnie miejsca akordeonowi.

### Only The Good Die Young
Jak większość piosenek na płycie rozpoczyna się spokojnym pianinem, po którym następuje zwiększenie tempa, które narzuca gitara akustyczna. Wyrazisty bas w tej piosence potęguje pierwszeństwo instrumentów strunowych w tej piosence. Gdy dodać gitarę elektryczną, która też gra w cieniu akustycznej, można powiedzieć, że jest to piosenka gitarowa. Dopiero w refrenie pojawia się saksofon, trąbki, keyboard i pianino, które na chwilę ćmią muzykę graną przez gitary.

### She's Always A Woman
Nastrojowa ballada, w której pierwszoplanową rolę gra pianino z akompaniamentem gitary akustycznej. W refrenie pojawia się cichy flet, który dodaje nastroju piosence. Piosenka ta była wykorzystywana jako podkład muzyczny w reklamie bielizny damskiej.

### Get It Right The First Time
Na samym początku słychać zbliżającą się perkusję z gitarą basową, po której przybywa flet i głos Joela. Tempo całej piosenki jest szybkie, za którym stara się nadążyć pianino, w tej piosence będące bardziej na uboczu głównego wątku, ale dobrze słyszalne.

### Everybody Has A Dream
Ostatnia piosenka też ze wstępem klawiszowym, w której głos Billy'ego jest całkowicie inny niż w piosenkach, które wcześniej na płycie się znajdowały. Słychać też ściszony keyboard i gitarę. Wszystko śpieszy, aby w samym środku piosenki rozpocząć śpiewanie głównych słów piosenki – "Everybody has a dream", przy którym towarzyszą Joelowi chórek (jako jedynej piosence na tej płycie). Na samym końcu piosenki słychać powtórzony i rozwinięty motyw z piosenki tytułowej – The Stranger.